# 监视资本主义
监视资本主义（英語：Surveillance capitalism）是政治经济学中的一个概念，指企业对个人信息的广泛收集和商品化。这种现象与政府主导的大规模监控不同，尽管两者可以相辅相成。根据肖莎娜·祖博夫的描述，监视资本主义由利润驱动，出现于Google Ads为首的广告公司看到个人信息能用于更准确地定位消费者之际。
增加数据收集可能会为个人与社会带来各种优势，例如自我优化（如量化生活），社会优化（如智慧城市）和优化服务（如各种网络应用程序）。然而，随着资本主义开始注重扩大对数据收集和数据处理的开放程度，这些变化可能会对社会的脆弱性和控制能力以及隐私产生重大影响。
资本主义的经济压力正在推动线上联系和监控的加强，企业不断进入人们的生活空间，目的是赚取利润或规范行为。因此，在目標式廣告成为可能后，个人数据点的价值就会增加。因此，数据价格的上涨限制了社会上最富有的人购买个人数据点的机会。

## 背景
肖莎娜·祖博夫写道，“分析海量数据最初是为了发现人类和系统未来行为模式的概率，从而减少不确定性”。2014年，文森特·莫斯科将向广告商推销有关顾客和订户的信息的行为称为监视资本主义，并注意到与之相伴的大规模监控。克里斯蒂安·福克斯发现监视资本主义与进行大规模监控的国家存在融合的现象。肖莎娜·祖博夫亦表示，由于与国家安全机构的高度无形的合作，问题变得更加复杂。特雷博尔·肖尔茨表示，在监视资本主义中，公司会招募人员作为相关工作的线人。肖莎娜·祖博夫将工业资本主义的批量生产与监视资本主义进行了对比。工业资本主义依赖互相依存的雇员与消费者，而监视资本主义掠夺既不是其消费者也不是其雇员且基本上不了解其程序的人口。他们的研究表明，资本主义对海量数据集的分析使其最初的目的发生了意想不到的转变。监控一直在改变信息经济中的权力结构，有可能使权力平衡进一步从民族国家转向采用监控资本主义逻辑的大公司。
肖莎娜·祖博夫表示，监视资本主义下的私营公司超越了传统制度的领域，不仅积累了监视资产和资本，而且还得到在缺乏有效同意机制的情况下运作的权力。换而言之，分析海量数据集在某种程度上不仅仅由国家机构执行的，也是由公司执行的。在祖博夫的研究中，她认为是Google和Facebook这两家发明了监视资本主义，并将其转变为“一种新的积累逻辑”。
这种变化使得两家公司出于盈利的目的大量收集用户的个人信息。通过将这些数据点出售给外部用户（特别是广告商），它已经成为一种经济机制。对海量数据集的分析和将这些数据集与市场结合的机制最终形成了监视资本主义的概念。监视资本主义被认为是新自由主义的继承者。
电影《神鬼駭客：史諾登》的创作者奧利華·史東指出，基于位置服务的游戏《Pokémon GO》是“监视资本主义的最新迹象和示范”。斯通批评这款游戏，理由是其收集的用户位置不仅用于游戏目的，而且还用于检索有关玩家的更多信息。通过跟踪用户的位置，该游戏收集的信息远不止用户的姓名和位置：“它可以访问你USB存储设备中的内容、您的帐户、照片、网络连接和手机活动，甚至可以在你的手机处于待机模式时将其唤醒。”然后，Google（在该游戏开发上投入巨资）等公司可以对这些数据进行分析和商品化，以提高定向广告的效果。
监视资本主义的另一方面是其对政治竞选产生的影响。数据挖掘者得到的个人数据可以使各种公司（例如剑桥分析公司）能够提高政治广告的针对性，这超出了之前监视资本运作的商业目的。通过这种方式，政党将有可能制作更具针对性的政治广告，以最大限度地提升对选民的影响。科利·多克托罗写道，滥用这些数据集“将导致我们走向极权主义”。

## 理论

### 肖莎娜·祖博夫
在肖莎娜·祖博夫的理论中，监视资本主义是一种新颖的市场形态，是一种资本主义积累的特定逻辑。在她2014年的文章《A Digital Declaration: Big Data as Surveillance Capitalism》中，她将其描述为“一种彻底汲取和脱离了信息资本主义的变体”，其基础是将“现实”商品化及转化为用于分析和销售的行为数据。
在随后2015年的一篇文章中，祖博夫分析了资本主义这一突变的社会影响。她区分了“监视资产”、“监视资本”和“监视资本主义”，以及它们对她称之为“Big Other”的全球计算机中介架构的依赖。这是一种分布式且基本上没有争议的新的权力形式，构成了隐藏的榨取机制与商品化，威胁着自由意志、民主和隐私等重要价值观。
祖博夫认为，监控资本主义是Google和稍晚的Facebook首创的，就像二十世纪福特汽车和通用汽车首创的大量生产和管理资本主义那样，现已成为信息资本主义的主导形式。
祖博夫在2016年发表的牛津大学演讲中指出了监视资本主义的机制和实践方式，包括制造“预测产品”并在新的“行为期货市场”中出售。她引入了“监视剥夺”（英語：dispossession by surveillance）的概念，并认为它挑战了自我決定論的心理和政治基础，因为它将权力集中于监视制度中。这被描述为“从上至下的政变”。

### 约翰·贝拉米·福斯特和罗伯特·W·麦克切斯尼
政治经济学家约翰·贝拉米·福斯特和罗伯特·W·麦克切斯尼也使用过“监视资本主义”一词，尽管含义不同。他们在2014年《每月评论》发表的一篇文章中，用这一词汇来形容金融化“对数据的永不满足的需求”的表现。他们认为这是20世纪80年代美国工业界和政府引入的“金融资产相对于GDP的长期增长投机”，它是从军事工业复合体和广告业演变而来的。

## 延伸阅读
- Zuboff, Shoshana. . Berlin: Campus Verlag. 2018. ISBN 9783593509303.